# Eusaproecius dudleyi
Eusaproecius dudleyi là một loài bọ cánh cứng trong họ Bọ hung (Scarabaeidae).